# 엘 하지 디우프
엘 하지 우세이누 디우프(El Hadji Ousseynou Diouf, 1981년 1월 15일)는 세네갈의 전 축구 선수로 포지션은 윙어, 공격수이다. 2001-2002 시즌에는 아프리카 올해의 축구 선수, 2002년에는 BBC에서 선정한 올해의 아프리카 축구 선수로 선정되었으며 2004년에는 FIFA 100에도 선정되었다.
2002년 FIFA 월드컵, 2004년 아프리카 네이션스컵, 2006년 아프리카 네이션스컵, 2008년 아프리카 네이션스컵에서 세네갈 대표로 출전한 바 있으며 2000년부터 2009년까지 세네갈 축구 국가대표팀에서 69경기에 나서 21골을 넣었다.

## 수상

### 클럽
리버풀
- 풋볼 리그컵: 2002–03[1]

레인저스
- 스코틀랜드 프리미어리그: 2010–11[2]
- 스코틀랜드 리그컵: 2010–11[3]